# Stortjärnen (Haverö socken, Medelpad, 691771-148295)
Stortjärnen är en sjö i Ånge kommun i Medelpad och ingår i Ljungans huvudavrinningsområde.